# Gustav Christ
Gustav Christ (* 1845; † 22. August 1918 in Heidelberg) war ein badischer Jurist und Heimatgeschichtler.
Gustav Christ war der Sohn des Juristen Anton Christ (1800–1880) und wuchs mit seinem Bruder Karl Christ (1841–1927) in Frankfurt und Heidelberg auf. Er studierte Rechtswissenschaften an der Universität Heidelberg und trat anschließend in den badischen Staatsdienst ein. Er wurde Kreisgerichtsrat und Landgerichtspräsident in Mannheim. Ab 1866 war er Mitglied des Mannheimer Altertumsvereins, ab 1879 im Vorstand und von 1880 bis 1888 Vorsitzender des Vereins. Er betätigte sich rege auf dem Gebiet der Heimatgeschichte.